# Auchenipterus britskii
Auchenipterus britskii är en fiskart som beskrevs av Carl J. Ferraris, Jr. och Vari, 1999. Auchenipterus britskii ingår i släktet Auchenipterus och familjen Auchenipteridae. IUCN kategoriserar arten globalt som livskraftig. Inga underarter finns listade.